# Trânsito em julgado
Trânsito em julgado é uma expressão usada para qualificar uma decisão judicial da qual não se pode mais recorrer.  

## Definição
O trânsito em julgado pode caracterizar a coisa julgada formal, pois se não existem mais recursos contra a decisão final o processo termina. No caso da sentença de mérito, há também a coisa julgada material, que consiste na imutabilidade dos efeitos da decisão, que passa a ser substituta da própria lei entre as partes. A diferença entre coisa julgada formal e material reside no conteúdo da decisão judicial: a coisa julgada material incide sobre decisões de mérito, chamadas definitivas. Exemplo: se a sentença condenar uma pessoa a pagar uma quantia a outra. A coisa julgada formal acoberta decisões relativas a questões formais, chamadas de terminativas. Exemplo: se a sentença julgar extinto o processo porque o autor abandonou a causa e não cumpriu as diligências necessárias para o andamento do processo. 

## Disposição Legal

### Direito Brasileiro
O art. 5º, LIII da Constituição brasileira de 1988, expõe primeiramente:
- "Ninguém será processado nem sentenciado senão pela autoridade competente;"
O art. 5º, LVII da Constituição brasileira, dispõe:
- "Ninguém será considerado culpado até o trânsito em julgado de sentença penal condenatória;"
No mesmo artigo 5º, LXI da Constituição brasileira, lê-se:
- "Ninguém será preso senão em flagrante delito ou por ordem escrita e fundamentada de autoridade judiciária competente, salvo nos casos de transgressão militar ou crime propriamente militar, definidos em lei; "
A cabeça do art. 283 do Código de Processo Penal, com a redação dada pela Lei Federal nº. 13.964/19, dispõe:
-  "Ninguém poderá ser preso senão em flagrante delito ou por ordem escrita e fundamentada da autoridade judiciária competente, em decorrência de prisão cautelar ou em virtude de condenação criminal transitada em julgado."
O art. 6º, parágrafo 3º, da Lei de Introdução às Normas do Direito Brasileiro ("LINDB"), dispõe que: 
- "Chama-se coisa julgada ou caso julgado a decisão judicial de que já não caiba recurso."

### Direito Português
O art. 27º, da Constituição portuguesa de 1976, estabelece o direito à liberdade e à segurança, lê-se:
- "Artigo 27.º
Direito à liberdade e à segurança
1. Todos têm direito à liberdade e à segurança.
2. Ninguém pode ser total ou parcialmente privado da liberdade, a não ser em consequência de sentença judicial condenatória pela prática de ato punido por lei com pena de prisão ou de aplicação judicial de medida de segurança.
3. Excetua-se deste princípio a privação da liberdade, pelo tempo e nas condições que a lei determinar, nos casos seguintes:
a) Detenção em flagrante delito;
b) Detenção ou prisão preventiva por fortes indícios de prática de crime doloso a que corresponda pena de prisão cujo limite mínimo seja superior a três anos;
c) Prisão, detenção ou outra medida coativa sujeita a controlo judicial, de pessoa que tenha penetrado ou permaneça irregularmente no território nacional ou contra a qual esteja em curso processo de extradição ou de expulsão;
d) Prisão disciplinar imposta a militares, com garantia de recurso para o tribunal competente;
e) Sujeição de um menor a medidas de proteção, assistência ou educação em estabelecimento adequado, decretadas pelo tribunal judicial competente;
f) Detenção por decisão judicial em virtude de desobediência a decisão tomada por um tribunal ou para assegurar a comparência perante autoridade judiciária competente;
g) Detenção de suspeitos, para efeitos de identificação, nos casos e pelo tempo estritamente necessários;
h) Internamento de portador de anomalia psíquica em estabelecimento terapêutico adequado, decretado ou confirmado por autoridade judicial competente."
Já o art. 32º, n. 2, da Constituição portuguesa de 1976, estabelece como uma das garantias do processo penal que:
- "Todo o arguido se presume inocente até ao trânsito em julgado da sentença de condenação, devendo ser julgado no mais curto prazo compatível com as garantias de defesa."
O art. 628º do Código de Processo Civil de 2013 dispõe:
- "A decisão considera-se transitada em julgado logo que não seja suscetível de recurso ordinário ou de reclamação."

## Críticas quanto à possibilidade de execução provisória de pena
A exigência de Trânsito em julgado para a execução da pena ainda é criticada por parte da doutrina, independentemente da questão estar pacificada na jurisprudência do STF. 
Segundo o ex-juiz federal e ex-ministro da justiça Sergio Moro, aguardar o trânsito em julgado contribui para a impunidade. Conforme prelecionava o ex-ministro do Supremo Tribunal Federal Teori Zavascki, após a confirmação de sentença penal condenatória em segundo grau, não mais se poderia falar no princípio da não culpabilidade, vez que "os recursos excepcionais, para os tribunais de superposição, não ostentam capacidade de revolvimento de fatos e provas".
Em entrevista concedida à imprensa no ano de 2018, o jurista José Paulo Cavalcanti Filho afirmou que "dos 194 países que integram a Organização das Nações Unidas, 193 permitem a prisão dos condenados em 1ª ou 2ª instância". Essa afirmação foi contestada pelo jurista Lenio Streck, segundo o qual não há qualquer pesquisa realizada sobre o momento da execução da pena em todos os países que integram a ONU. Atualmente, são 193 Estados Membros que integram a ONU, havendo duas nações observadoras, e não 194. Os juristas Ademar Borges e Claudio Pinheiro Neto, em artigo publicado no ano de 2016, referem que Itália, Portugal e Alemanha são nações que permitem a execução da pena criminal depois de uma terceira instância.
Do ponto de vista técnico, há uma corrente que aponta que após a decisão de segundo grau não há mais a possibilidade de recurso para discutir a culpa do acusado, ou seja, haveria o trânsito em julgado por etapas processuais, entendimento que não contraria a Constituição, pois os recursos aos tribunais superiores (STJ e STF) apreciam apenas eventual violação ao direito em causas decididas. 
Também não haveria violação à Convenção Americana de Direitos Humanos, pois o art. 8º, 2, diz que: "Toda pessoa acusada de delito tem direito a que se presuma sua inocência enquanto não se comprove legalmente sua culpa."
A despeito das discussões de cunho político sobre o assunto, atualmente o STF entende que não é possível o cumprimento de pena antes do trânsito em julgado de todos os recursos pendentes, conforme decidido em ações que interpretaram o art. 283 do Código de Processo Penal de acordo com a Constituição de 1988. A Lei nº 13.964 de 2019, chamada de "Pacote Anticrime", a qual foi proposta e patrocinada pelo então ministro da justiça Sergio Moro, adequou o texto do art. 283 do Código de Processo Penal ao novo entendimento do STF: "Ninguém poderá ser preso senão em flagrante delito ou por ordem escrita e fundamentada da autoridade judiciária competente, em decorrência de prisão cautelar ou em virtude de condenação criminal transitada em julgado". 
Tendo em vista que se trata de decisão proferida no controle de constitucionalidade (Ações Declaratórias de Constitucionalidade nº 43, 44 e 54) espera-se que o entendimento permaneça, o que é diferente do que ocorreu ao longo dos anos por mudanças de interpretação do STF em ações com menor grau de vinculação como o Habeas Corpus. 